# Cingetorix (Britannien)
Cingetorix war in der Mitte des 1. Jahrhunderts v. Chr. einer von insgesamt vier Königen des im heutigen Kent siedelnden Stammes der Cantiaci. 54 v. Chr. beteiligte er sich am Kampf einheimischer Stämme gegen den zum zweiten Mal in Britannien eingefallenen römischen Feldherrn Gaius Iulius Caesar.
Caesar erzählt im Bericht über seinen Gallischen Krieg, dass zum Zeitpunkt seines zweiten Britannienfeldzugs vier Könige in Kent herrschten, die er namentlich anführt: Cingetorix, Segovax, Carvilius und Taximagulus. Alle vier waren Verbündete des Cassivellaunus, der den Oberbefehl der britannischen Stämme im Krieg gegen Caesar innehatte. Als der römische Eroberer an die Belagerung der nördlich der Themse gelegenen Festung des Cassivellaunus schritt, schickte dieser Gesandte nach Kent, um die dortigen vier Könige zum Angriff auf das römische Schiffslager aufzufordern. Cingetorix und die drei anderen Könige Kents kamen dem Befehl auch nach, wurden aber von der römischen Wachmannschaft der Flotte geschlagen. Auf die Nachricht vom Ausgang dieses Gefechtes bequemte sich Cassivellaunus zu einem Vergleich mit Caesar.